# Gottfried Müller (Komponist)
Joachim Gottfried Müller (* 8. Juni 1914 in Dresden; † 3. Mai 1993 in Nürnberg) war ein deutscher Komponist und Organist.

## Leben
Gottfried Müller war Sohn des Oberlandeskirchenrats und Gründer der Sächsischen Posaunenmission Adolf Müller. Der Schüler des Kreuzgymnasiums Dresden – in früher Jugend nutzte er den Künstlernamen "Müntzer", um seine Kompositionen vor seinen Mitschülern zu verbergen – studierte früh beim Dresdner Kirchenmusikdirektor Bernhard Pfannstiehl, außerdem für ein Jahr an der Universität Edinburgh bei Donald Francis Tovey. 1932 unterrichtete ihn Karl Straube in Leipzig im Orgelspiel. Im gleichen Jahr führte Fritz Busch Müllers 90. Psalm für Soli, Chor und Orchester auf. Wenig später gelangten Müllers Variationen und Fuge über das Volkslied „Morgenrot“ op. 2 beim Internationalen Musikfest in Venedig zur Uraufführung.
Zum 1. Mai 1933 trat Müller der NSDAP bei (Mitgliedsnummer 2.458.091). 1934 wurde sein mit der Widmung „in die Hände des Führers“ versehenes Deutsches Heldenrequiem op. 4 auf einen Text von Klaus Niedner beim Tonkünstlerfest 1934 in Wiesbaden durch Karl Elmendorff uraufgeführt. In einer biographischen Notiz gab der Komponist 1961 stattdessen die Widmung „für die Gefallenen des ersten Weltkrieges“ dafür an. Das Werk erlebte in den Folgejahren mehrfache Wiederaufführungen. Anlässlich einer Aufführung 1934 schrieb sein Lehrer Karl Straube: „[…] In Demut und Ehrfurcht wird Ihnen offenbar sein, daß Sie ein Begnadeter sind, Ihnen ist das Pfund musikalischer Urkraft geschenkt […]“. Im gleichen Jahr bewilligte ihm der Dresdner Oberbürgermeister Ernst Zörner einen Ehrensold und zeichnete Müller 1937 für sein op. 4 mit dem Kunstpreis der Stadt Dresden aus.
Ab 1935 leistete Müller Wehrdienst, wurde jedoch nach der Aufführung seiner Morgenrot-Variationen op. 2 bei der Jahrestagung der Reichskulturkammer 1936 in der Berliner Philharmonie unter Wilhelm Furtwängler durch Intervention Adolf Hitlers vom zweiten Wehrdienstjahr befreit. 1937 wurden die Variationen über „Innsbruck, ich muß dich lassen“ unter Rudolf Volkmann in Jena und Karl Elmendorff in Mannheim zeitgleich uraufgeführt und 1939 gelangte Müllers Konzert für großes Orchester op. 5 unter Karl Elmendorff in Mannheim zur Uraufführung. 1940 erschien Deutschland steht auf! Marschlied gegen England, für Gesang und Klavier auf einen Text seines Bruders Christoph Müller.
1942 wurde Gottfried Müller vom Reichsministerium für Volksaufklärung und Propaganda ein Staatszuschuss bewilligt. 1942 bis 1945 war Müller Dozent an der Hochschule für Musik Leipzig. 1944 wurde Müllers 5-sätziges sinfonisches Chorwerk Führerworte op. 7 auf Texte Adolf Hitlers unter der Leitung Elmendorffs in Dresden uraufgeführt. Im gleichen Jahr wurde Gottfried Müller als jüngster unter 16 Komponisten in die Gottbegnadeten-Liste aufgenommen.
1945 wurde Gottfried Müller Kantor in Glaubitz bei Riesa. 1951 wurde seine Motette Tröstet, tröstet mein Volk für 7-stimmigen gemischten Chor a cappella beim evangelischen Kirchentag in Berlin unter Günther Arndt uraufgeführt. Ab 1952 wirkte er als Kirchenmusiker in Berlin-Hermsdorf. Seine Musik für Streicher und Pauken wurde 1958 in Wien von Heinrich Hollreiser uraufgeführt. Von 1961 bis 1979 war Müller Dozent für Musiktheorie am Meistersinger-Konservatorium in Nürnberg. 1962 wurde Müllers Capriccio für großes Orchester unter Heinrich Hollreiser in Mannheim uraufgeführt und 1967 seine Symphonie nach Dürer unter demselben Dirigenten in Nürnberg. In den 1980er und 90er Jahren führte der Windsbacher Knabenchor unter seinem damaligen Leiter Karl-Friedrich Beringer zahlreiche Motetten im Rahmen seiner Konzertreisen im In- und Ausland auf. 1993 spielte Albrecht Mayer Müllers Oboenquintett mit dem Bamberger Streichquartett auf CD ein und 1996 nahm Peter Gülke mit den Bamberger Symphonikern das Konzert für großes Orchester op. 5 ebenfalls für eine CD auf. 2004 erschien Müllers Rufe in die Nacht, Sequenz für Trompete solo, in einer Einspielung von Ludwig Güttler auf CD.
Müller schrieb Chor- und Orchesterwerke (neben den oben genannten eine Messe, die Kantate Von den Plagen und vom Licht, Fantasie - Aria - Finale für Orchester und Toccata über B-A-C-H für großes Orchester), Solokonzerte u. a. für Klavier und Orchester, 2 Klaviere und Orchester, Violine und Orchester, Oboe und Orchester, Klavier- und Kammermusik sowie Geistliche Musik (Orgelwerke, Vokalkompositionen a cappella).

## Werke (Auswahl)
- 90. Psalm für gemischten Chor und großes Orchester (UA 1932 Dresden)
- Orgelchoräle (1932, UA 1934 Wiesbaden)
- Variationen und Fuge über ein deutsches Volkslied (UA 1932 Venedig)
- Deutsches Heldenrequiem für Tenorsolo, Chor und Orchester (UA 1934 Wiesbaden)
- Variationen über Innsbruck, ich muß dich lassen für kleines Orchester (UA 1937 Jena und Mannheim)
- Konzert für großes Orchester (UA 1939 Mannheim)
- Canzona im Spiegelkontrapunkt für Streicher (1944, UA 1965 Nürnberg)
- Sonate für Oboe solo (1948)
- Nun komm der Heiden Heiland. Orgelpartita (1949–1950)
- Tröstet, tröstet mein Volk. Motette für 7-stimmigen Chor (UA 1951 Berlin)
- Komm Gott Schöpfer Heiliger Geist. Orgelpartita (1952)
- Oboenkonzert (1952)
- Fantasie für Flöte und Orchester
- Concertino für drei Klaviere (UA 1963 Nürnberg)
- Symphonie nach Dürer (UA 1967 Nürnberg)
- Streichquartett in C (UA 1968 Nürnberg)
- Fuga apokalyptica (UA 1971 Nürnberg)

Quelle: